# Fluorcalcioromeïta
La fluorcalcioromeïta és un mineral de la classe dels òxids que pertany al grup de la romeïta.

## Característiques
La fluorcalcioromeïta és un òxid de fórmula química (Ca,Na,◻)₂Sb5+₂(O,OH)₆F. Va ser aprovada com a espècie vàlida per l'Associació Mineralògica Internacional l'any 2012, tot i que ja s'havien publicat estudis sobre aquesta espècie l'any 1999. Cristal·litza en el sistema isomètric. La seva duresa a l'escala de Mohs és 5,5.
Les mostres que van servir per a determinar l'espècie, el que es coneix com a material tipus, es troben conservades a les col·leccions mineralògiques del Museu regional de ciències naturals, secció de mineralogia, petrografia i geologia, a Torí (Itàlia), amb el número de registre: m/15925; així com al projecte RRUFF.

## Formació i jaciments
Va ser descoberta a la mina Starlera, situada a Ferrera, dins la regió de Viamala (Grisons, Suïssa). També ha estat descrita en altres indrets del país alpí, així com a altres indrets d'Europa: Andalusia (Espanya), Värmland (Suècia), Banská Bystrica (Eslovàquia), el Tirol i Salzburg (Àustria), i un a Amèrica: Minas Gerais (Brasil).